# Žminjak
Žminjak je nenaseljeni otočić sjeverno od otoka Murtera.
Površina otoka je 229.086 m2, duljina obalne crte 2,498 km, a visina 33 metra.